# Verticordia centipeda
Verticordia centipeda är en myrtenväxtart som beskrevs av Alexander Segger George. Verticordia centipeda ingår i släktet Verticordia och familjen myrtenväxter. Inga underarter finns listade i Catalogue of Life.